# Jacobus Nicolas Bierman
Jacobus Nicolas Bierman, južnoafriški general in vojaški ataše, * 13. februar 1910, Potchefstroom, † 8. junij 1977, Potchefstroom.